# 자유 연상
자유 연상(심리역동이론)은 정신분석학에 기반한 심리치료에 사용되는 기술 로서 지그문트 프로이트에 의해 창시되었다. 
프로이트는 최면술이 틀리기 쉽고 의식이 있는 동안에 중대한 기억에 대하여 환자들이 회복할 수 있고 이해할 수 있다는 것을 발견했기 때문에 최면술로 치료하기를 그만두었다. 
자유연상기법을 통해 프로이트는 명백하게 중요하지 않거나 잠재적으로 환자를 압박할 수 있는 혼란스러운 기억이 될지라도 그런 것에 관계 없이 환자들에게 떠오르는 것은 무엇이든 말하도록 했다. 
이 기법은 모든 기억은 단일 연합의 네트워크에 정렬되어 있고 당장이든 후일에든 그것은 중대한 기억과 직면하게 될 것이라는 전제를 깔고 있다.
불행하게도 프로이트는 기억해내는 모든 노력에도 불구하고 가장 고통스럽고 중요한 기억이 환자에게 저항을 일으킨다는 것을 발견했다. 
그는 결국 일정한 기억들이 철저하게 억압되어 있다가 정신의 의식 영역으로 뚫고 올라올 것이라는 견해를 갖게 된다.
프로이트의 궁극적인 정신분석학적 치료는 그것들을 정신 깊숙이 묻어버리는 내부적인 정신 갈등으로서의 이러한 기억들의 회상에 과도하게 초점을 맞추지 않았으며, 자유연상기법은 오늘날에도 여전히 정신에 관한 연구에서 일익을 담당하고 있다.

## 개념
자유연상이란 치료자가 내담자로 하여금 마음에 떠오르는 모든 내용, 즉 그러한 내용이 아무리 바보 같고, 괴상하고, 시시하게 보일지라도 검열하지 말고 표현하게 하는 것이다. 
자유연상에서는 어떤 검열과 자기비판도 금지된다. 
자유연상은 내담자가 방어기제를 사용하여 억압한 무의식에 숨겨진 진실을 찾기 위해 사용하는 기법이다. 
내담자에게 무엇이나 떠오르는 내용을 표현하게 하라. 하나하나의 내용은 무의미할 수 있다. 
연상을 통해 표현된 무의미한 여러 가지 내용이 함께 조각조각 맞추어질 때 의미를 갖게 된다.

## 같이 보기
- 구조주의